# Pachydema nigricans
Pachydema nigricans is een keversoort uit de familie bladsprietkevers (Scarabaeidae). De wetenschappelijke naam van de soort is voor het eerst geldig gepubliceerd in 1832 door Laporte.